# Aplodinotus grunniens

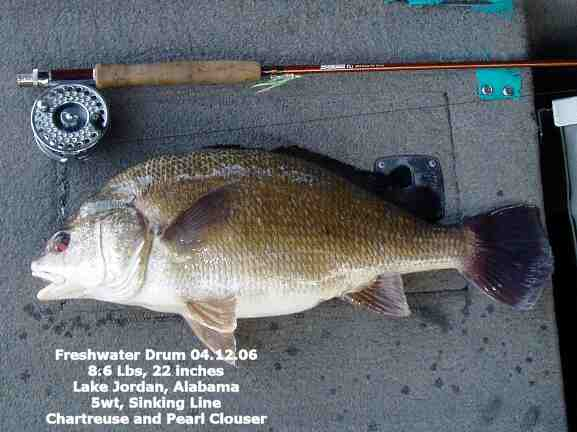
Típico Aplodinotus grunniens, Lago Jordan, Alabama

Aplodinotus grunniens, conhecido em inglês como freshwater drum, é um peixe de água doce da América do Norte e América Central. Esta é a única espécie do gênero Aplodinotus. Apesar de ter uma carne suculenta, muitos pescadores no Canadá e Estados Unidos desprezam esta corvina de água doce devido à grossa camada de muco que reveste as suas escamas e ao seu odor forte. O Aplodinotus grunniens possui uma bexiga natatória capaz de produzir sons. Acredita-se que estes sons estejam vinculados à atividade reprodutiva. Durante esta atividade,  vários indivíduos em águas pelágicas de um determinado ecossistema e começam a "roncar". O Aplodinotus grunniens pode chegar aos 90 cm de comprimento e  25 quilos de peso.
Dependendo da região em que habita, este peixe é ainda chamado de shepherd's pie, silver bass, gray bass, Gasper goo, Gaspergou, gou, grunt, grunter, grinder, wuss fish, croaker e sheephead.
Esta espécie ocupa a maior faixa de habitat latitudinal dentre todos os peixes de água doce da América do Norte. Assim como ocorre com outros membros da família Sciaenidae, o Aplodinotus grunniens tem hábitos noturnos e a maior parte dos espécimes capturados são fruto da pesca noturna. Este peixe é pescado comercialmente, mas o seu preço de mercado é baixo. Assim, muitos espécimes são pescados acidentalmente por pescadores que visam espécies de maior preço.
A dieta do Aplodinotus grunniens é sobremaneira bêntica e composta de macroinvertebrados (especialmente larvas de insetos aquáticos e mexilhões bivalves), bem como de pequenos peixes, o que em certos ecossistemas resulta em um acúmulo excessivo de poluentes lipofílicos, como os PCBs, que são prejudiciais aos seres humanos (em alguns casos, a quantidade desses poluentes encontrados nesta espécie é mais de 16 vezes superior aos limites máximos preconizados). Todavia, o acúmulo de mercúrio na sua carne tende a ser menor do que na de outras espécies, já que este peixe não ocupa posições elevadas na cadeia alimentar.
Os otólitos do Aplodinotus grunniens são grandes e, no passado, os índios da América do Norte o utilizavam como adorno, moeda e talismã. Os otólitos podem ser usados ainda para estimar a idade do Aplodinotus grunniens, um método cuja precisão foi confirmada pela datação com radiocarbono. A espécie é sexualmente dimórfica, e as fêmeas alcançam um tamanho consideravelmente maior do que os machos. O Aplodinotus grunniens vive até os 72 anos de idade na região do Lago Vermelho, em Minnesota, e 32 anos no Rio Cahaba, no Alabama. Por meio da análise de otólitos seccionados encontrados em sítios arqueológicos próximos ao Lago Winnebago, em Wisconsin, determinou-se uma idade máxima de 74 anos para esta espécie (Davis-Foust, ).